# 栢木節蔵
栢木 節蔵（かやぎ せつぞう、1846年10月2日（弘化3年8月12日） - 1904年（明治37年）9月13日）は、日本の実業家、海運業者、政治家。境町会議員。
日本商工会議所会頭、王子製紙社長等を歴任した足立正の義父。

## 経歴
近江国蒲生郡（現滋賀県）に生まれ、境村（現鳥取県境港市、旧境町）栢木五平の養子となる。
幕末から回船問屋を営み、明治期には三菱汽船をはじめ、日本郵船、大阪商船、隠岐汽船と主要汽船の代理店、三井物産山陰特約店などを引き受け、境港海運界の中心人物として活躍した。
1878年（明治11年）2月18日には、境町栄町一丁目、栢木節蔵の有する家屋、土蔵を借り受け三菱会社境出張所が開設された